# Adolf Klügmann

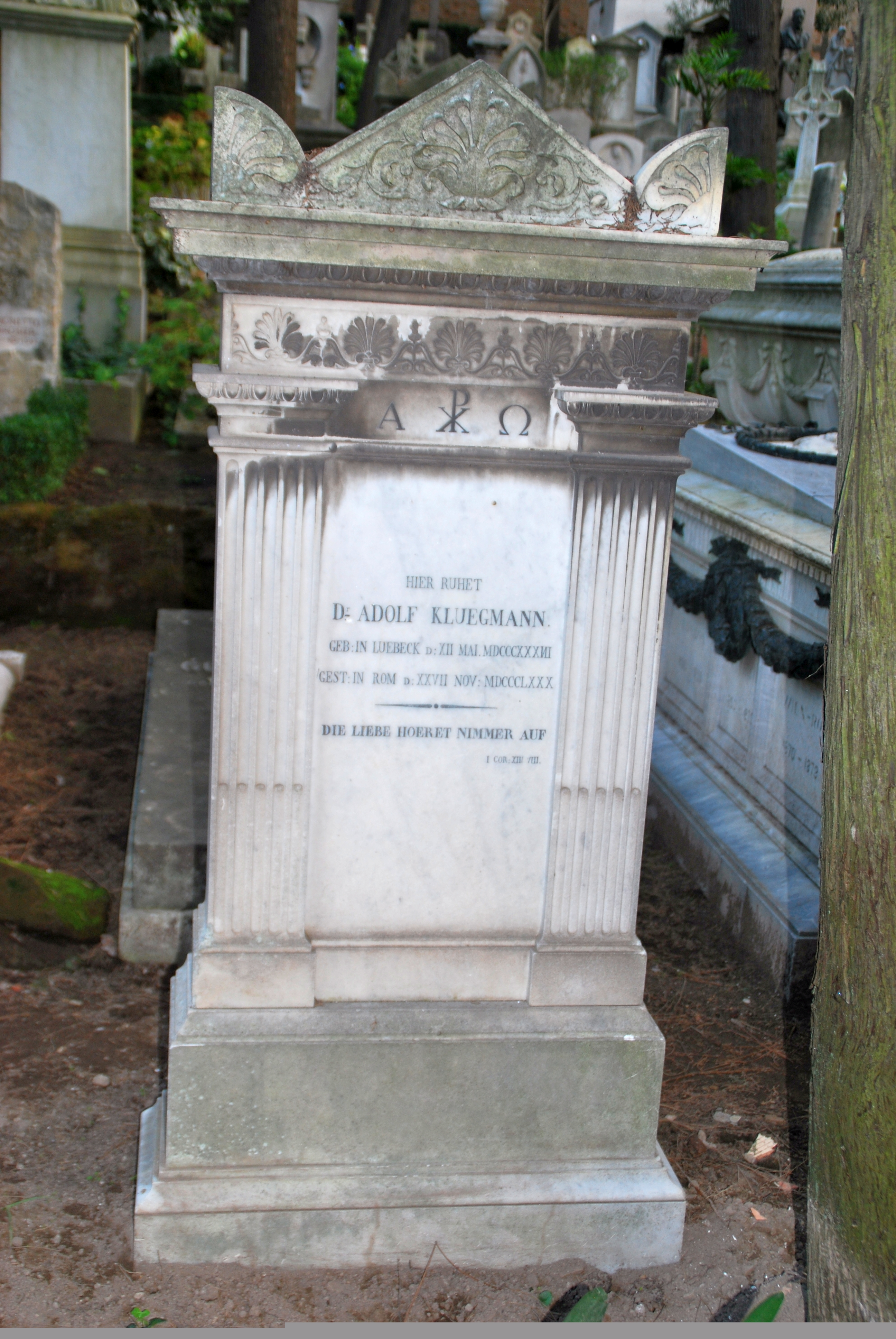

Johann Adolf Klügmann, född den 12 maj 1837 i Lübeck, död den 27 november 1880 i Rom, var en tysk klassisk arkeolog och numismatiker.
Klügmann studerade först för Otto Jahn vid universitetet i Bonn, senare i Berlin och Göttingen. Han uppehöll sig på grund av sin svaga hälsa sedan 1861 mestadels i Rom. 
Sedan 1873 arbetade han utan betalning som bibliotekarie vid Deutsches Archäologisches Institut. År 1878 övertog han dessutom bearbetandet av det av Eduard Gerhard påbörjade projektet Etruskische Spiegel, som sedan efter Klügmanns död fullbordades av Gustav Körte. 
Hans funktion som bibliotekarie övertogs därefter av den andre direktorn Wolfgang Helbig, vilket medförde en påtaglig kvalitetssänkning på detta område. Vid sidan av Etruskische Spiegel forskade Klügmann kring romerska mynt, antik mytologi, särskilt amasonberättelser, liksom grekiskt vasmåleri.